# Ромська автономія
Ряд проектів створення ромської (циганської) автономії був розроблений в СРСР. Вперше питання було піднято циганський активістами в 1925 році. Керівництво Всеросійського союзу циган неодноразово ставило питання створення циганського національного району, який повинен розвинутися до циганської автономної республіки. В рамках обговорення проекту Конституції 1936 року піднімалося питання створення ромської національної радянської республіки. Ідея створення ромської територіальної автономії в ті роки отримала деяку підтримку кочуючих циган. У 1936 році нарада Радою національностей ЦВК СРСР було прийнято рішення розпочати підготовчу роботу в напрямку створення ромської автономії. Було видано відповідну постанову Президії ВЦВК. Проводилися комплексне обстеження місць можливої національної освіти в Західно-Сибірському краї, а також ряд інших підготовчих робіт. Розглядалося кілька територій в регіонах Поволжя, Уралу і Сибіру. Організований в Куйбишевському краї Циганський колгосп «Неві бахт» («Нове щастя») передбачався як база для циганського району. Зміна курсу радянської національної політики в 1937 році і відмова від районування за національною ознакою скасували плани по створенню ромської автономії.

## Проєкти 1920-х— 1930-х років
У 1920-1930-ті роки в СРСР було ухвалено низку постанов, спрямованих на перехід циган до осілого способу життя. Створювалися циганські колгоспи. У Москві, Ленінграді та низці інших міст діяли циганські школи. Працював Циганський педагогічний технікум.
Ідея створення ромської національної територіально-адміністративної одиниці вперше з'явилася в середовищі ромських активістів наприкінці 1925 року, коли в Плані робіт на 1926 рік нещодавно організованої Всеросійської спілки ромів з'явився запис: «Для збереження національних ознак ромської маси, що вироджуються, Спілка пропонує: Відвести в південному краї територію для поселення ромів…». Для досягнення цієї мети навесні 1926 року до Федерального комітету ВЦВКа — з копією в переселенський комітет-Президія Союзу циган направив дві доповіді, які підписали голова Союзу циган Андрій Таранов і секретар Іван Лебедєв, згодом відомий як Ром-Лебедєв. У першій доповіді йшлося: «Судячи з тих відомостей, які має Союз через своїх членів, то їх в СРСР налічується близько 500,000». За даними Всесоюзного перепису населення 1926 року, у країні проживало 61 234 циган. Друга доповідь уточнювала: «Президією передбачено поселити до 100 000 (сто тисяч) осіб». Обидві доповіді наголошували, що «Союз Циган просить федеральний комітет ВЦВК виділити з держфондової землі частину для поселення циган, головним чином на півдні, бо цигани — народ південний… За результатами опитування самих мас спостерігається загальне тяжіння до Півдня. Президією намічено на предмет поселення циган Північно-Кавказьку або Кубанську область». Незважаючи на декларовану підтримку «у справі влаштування на землі циган», радянська влада на той момент ідею не підтримала.
7 травня 1934 року Біробіджанський національний район отримав статус Автономної Єврейської національної області. Цей прецедент виявився важливим у розвитку ідеї створення циганської національної територіально-адміністративної одиниці. Формування Автономної Єврейської національної області показало, що є реальна можливість створення автономії і для національностей, які не зосереджені на компактній території, що живуть діаспорами, а також конкретні кроки, які необхідно зробити для реалізації цього завдання.
Циганські активісти пробували різні способи, у тому числі направлення листів до вищих державних органів і особисто на адресу вождів. Цей метод був широко застосовувався особливо циганськими активістами із Західної області, центром якої був Смоленськ, де сформувався центр циганської активності. Тут великі групи ромів проживали осіло або напівосіло з дореволюційного періоду. У цій царині раннього СРСР політика афірмативної акції щодо ромів показала найкращі та порівняно стійкі результати — було створено ромські колгоспи та школи, роми навчалися на робітфаках тощо.
В епістолярну кампанії за організацію ромської автономії важливе місце великий внесок вніс Ілля Герасимов, який працював інструктором обл-виконкому Західної області. Починаючи з 1934 року, їм було надіслано серію листів до вищих органів державної влади. Перший такий лист і. Герасимов відправив у листопаді 1934 року голові ЦВК СРСР Михайлу Калініну, де писав про необхідність створення циганського національного району. Наступний лист від січня 1936 року було адресовано Сталіну. Лист було підготовлено і. Герасимов і підписано «від делегатів Західної області першого союзної наради з питання культурно-господарського обслуговування трудящих циган всього Союзу». У ньому говорилося: «просимо від імені циган відвести територію хоча б у вигляді району для компактного заселення трудящих циган». У жовтні того ж року І. Герасимов написав тільки від себе нового листа, в якому просив Комісію з підготовки нової Конституції СРСР під керівництвом Сталіна та Уряд «виділити один район у Союзі для компактного заселення ромів і надати їм допомогу в працевлаштуванні». Скорочений варіант листа під назвою «Про циганський національний район» публікували в офіційному джерелі — газеті «Известия ЦИК СССР» у рубриці «Пропозиції» в рамках «всенародного обговорення проєкту нової Конституції». Ці листи лобіюють розташування району в Західній області, наголошуючи на досягненнях останньої: створенні стійких ромських колгоспів і шкіл
Ті ж теми читаються в доповідній записці Трохим Герасимов, який був, ймовірно, братом Іллі Герасимов. У цей період Трохим Герасимов був інженером вагонно-будівельного заводу Дніпродзержинську. Записка прямо ставиться питання про циганську автономну республіку: «…про виділення циганського району на початку, який має розростись і перетворитися на автономну циганську республіку… Питання на сьогодні до крайньої межі назріло, про необхідність, про компактне заселення циган… район доцільно створити на Північному Кавказі, де вже є циганська сільрада». Автор дає обґрунтування цих заходів: «У районі, де буде заселено циган, можна вести у всіх соціалістичних розрізах виховання людей. Тут конденсувати всю культуру з високо колоритним змістом. Наявну нашу вже національну літературу важко поширити, і вона припадає пилом на складах, а при компактному заселенні література буде пущена в хід, в маси». На користь створення ромської республіки він пише: «остаточне осідання циганської народності має велике значення у світовому політичному розрізі».
Питання створення циганської національної радянської республіки отримав свій відбиток у громадському просторі. В рамках обговорення проекту нової Конституції влітку 1936 року в газеті «Комсомольська правда» було опубліковано пропозицію з підписами трьох московських робітників, ймовірно, не циган: «створити у складі РРФСР або Української РСР Циганську автономну область, об'єднавши розрізнені нині цигани. Завдяки створенню Циганської автономної області, у нас ще успішніше буде йти перехід циган на осіле становище та культурне їхнє відродження». Незабаром була опублікована відповідь «активу циган Москви» при центральному циганському клубі і уповноважених циганського колгоспу, що знову організується, в Харкові з 27 підписами, де говорилося: «Створення автономної циганської області сприятиме якнайшвидшому осіданню трудящих циган на певній території».
Крім кола ромських активістів ідея створення ромської територіально-адміністративної одиниці дістала деяку підтримку кочових ромів, про що свідчить серія листів, надісланих до радянських інституцій. Так, 1935 року «табір кочових циганів поблизу міста Іваново» писав до Відділу національностей ВЦВК: «Ми — нацмени, цигани, кочівники, які не мають певного місця проживання та території, бажаємо бути осілими, мати певне місце проживання та власну територію у вигляді ром[анського] району. [Бажаємо] активно працювати на соціалістичних полях і промисловості, і коли буде створено циганський район, ми також працюватимемо в промисловості та сільському господарстві, як інші автономні області». Кочові роми з Удмуртської АРСР писали до ВН ВЦВК: «Для того, щоб цигани зберегли свою національність як таку, [необхідно] виділити землі для території циганської республіки, області або, в крайньому разі, округу».
Ідея циганської автономної республіки отримувала обмежену підтримку у вищому радянському управлінському апараті. У 1932 році було створено національну циганську сільраду, що залишилася єдиною в селі Кангли Мінераловодського району Північно-Кавказького краю, що передбачався як осередок майбутнього циганського національного району.
Ідея циганської автономної республіки отримувала обмежену підтримку у вищому радянському управлінському апараті, насамперед у Івана Токмакова, цигана з Єкатеринбурга, який був членом ВКП(б) з 1918 року. Він був направлений до Москви, де навчався у Комуністичному Університеті імені Свердлова. 1931 року Токмаков став інструктором у Відділі Національностей ВЦВК. Обіймаючи невисоку посаду, але все ж таки належить до влади, він отримав можливість впливу на радянську політику щодо циган. У 1932 році за ініціативою Токмакова була створена єдина національна циганська сільрада в селі Кангли Мінераловодського району Північно-Кавказького краю. Сюди було переміщено циганський колгосп «Праця ромен» («Праця циган»). З Москви командували циганського активіста Михайла Безлюдського для керівництва сільрадою та колгоспом, які передбачалися як осередок майбутнього циганського національного району.
Президія ВЦВК відреагувала на ці ініціативи, своєю Постановою з 1 квітня 1932 року зобов'язавши Наркомзем виділити район з метою землеустрою циган, однак цей припис не було виконано. У 1935 році через структури Всесоюзного переселенського комітету при Раді народних комісарів було розіслано циркулярний лист на адреси всіх суб'єктів РРФСР із запитом, чи здатні вони надати вільну територію для компактного заселення кочовими циганами. Відповіді на запит були різноманітними. Так, влада Північно-Кавказький, Азово-Чорноморський краї і Кримська АРСР відповіли, що не мають вільних земельних площ. Інші запропонували землі. Горьківський край пропонував виділити для циган землі в межах нинішньої Республіки Марій Ел; Омська область дала пропозицію виділити площі в Остяко-Вогульському національному окрузі (нинішнього Ханти-Мансійського автономного округу). Ці пропозиції були відкинуті через важкі кліматичні умови. Західно-Сибірський край запропонував надати циганам територію у Чисто-Озерському районі за умови виділення додаткових інвестицій із бюджету. Згодом пропонувалися нові варіанти — у нинішньому Алтайському краї. Після обговорення пропозицій в ОН ВЦВК було сформовано комісію з вибору території для поселення циган.
Як найперспективнішого розглядалася пропозиція влади Західно-Сибірського краю. Наркомзем направив у цей регіон комплексну експедицію для дослідження кількох територій у сучасному Алтайському краї та Кемеровській області — Чариського, Солонешенського, Алтайського, Кондомського та Мрасо-Кондомського районів. Результати комплексної експедиції характеризувалися як недостатні для ухвалення остаточного рішення. 10 грудня 1935 року Президія ВЦВК знову віддала доручення Всесоюзному переселенському комітету «відшукати район для заселення трудящих циган компактною масою» і виділив кошти для проведення нової комплексної експедиції.
4 і 5 січня 1936 року відбулася нарада при Раді національностей ЦВК СРСР з питань «працевлаштування кочуючих трудящих циган та їх культурно-господарського обслуговування», в брали участь представники радянських інституцій, які працювали з циганами, преса і радянська циганська еліта майже, остання — в повному своєму складі. Ромські активісти виступили на підтримку організації ромського національного району. Відразу після наради Іваном Токмаковим від імені відділу національностей ВЦВК була запропонована чернетка постанови Президії ВЦВК: «РНК РРФСР доручити Держплану і Наркомзему в місячний термін намітити один із районів у межах РРФСР для компактного населення його трудящими циганами, забезпечивши цей захід відповідними засобами для господарського і соціально-культурного будівництва в районі». РНК відкинула цей варіант. Замість нього 7 квітня 1936 року Президія ЦВК СРСР ухвалила Постанову «Про заходи щодо працевлаштування кочівників і поліпшення господарського та культурно-побутового обслуговування трудящих циган». Постанова відсувала питання створення циганського національного району на задній план; йшлося про невказану кількість «спеціальних районів». Ця зміна відобразила розбіжності між ЦВК СРСР і НКВС. Якщо ЦВК СРСР і циганські активісти пропонували швидке створення циганського району в Північно-Кавказькому краї, то за лінією НКВС слід було поступово організувати кілька циганських районів у різних регіонах. Жодне з цих відомств не розглядало варіанти в Західному Сибіру.
У цей період головою НКВС був Микола Єжов, повноваження відомства були розширені, до нього увійшли ОДПУ та низка інших адміністративних структур. 22 липня 1936 року підвідомчою установою НКВС став Всесоюзний переселенський комітет. Питання створення циганського району формально продовжувало контролювати ВЦВК, проте його реалізацією тепер завідував НКВС. Переселенський комітет був зобов'язаний прискорити визначення території та розпочати практичну операцію з переселення циган. НКВС принципі не заперечував проти створення циганського району, але дотримувався більш прагматичного підходу, що передбачав низку таких покрокових заходів, як встановлення менших контрольних цифр чисельності циган, які осядуть на землі, формування кількох циганських районів у різних регіонах з метою затвердження методів роботи, порівняння та перевірки досягнутих результатів та ін. Ставилося питання про нові райони для циганського розселення циган, включаючи Куйбишевський, Горьківський, Кіровський краї, Українську та Білоруську РСР.
Розглядалося кілька територій у регіонах Поволжя, Уралу та Сибіру. Фонди Всесоюзного переселенського комітету РДАЕ містять велику кількість відомостей про поїздки інспекторів у різні регіони з докладним описом ромських колгоспів, зокрема й таких, що включають етнографічний матеріал. Для майбутнього району було обрано Куйбишевський край, створено план доприселення циган із різних регіонів СРСР. В організований у Поволжі ромський колгосп «Неві бахт» («Нове щастя») почалося переселення ромів з усього Союзу. Колгосп мав стати базою циганського району.
НКВС зробив низку практичних кроків, у тому числі сприяв місцевій владі у наділенні циганів землею, будівництву нових будинків для колгоспників-циган, для чого налагодили постачання будівельного лісу ешелонами з ГУЛАГу. Були зроблені безуспішні спроби створення нової циганської сільради поруч із циганським колгоспом «Неві бахт» у Куйбишевському краї. Спроби створення циганських національних сільських рад на той час і раніше робилися також у Західній області.
Загалом передача Всесоюзного переселенського комітету у відання НКВС зменшила можливості відомства та призвела до гальмування процесу. Чистка радянського апарату під час «Великого терору» також негативно вплинула на процес роботи з огляду на арешт низки спеціалістів, які курирували справу. Місцеве колгоспне і районне керівництво не прагнуло отримати нові циганські колгоспи на своїй території.
Робота зі створення ромської автономії була перервана через кардинальну зміну радянської національної політики. 1 грудня 1937 року в Оргбюро ЦК ВКП(б) було переглянуто питання національних районах і сільрадах і існування особливих національних районів і сільрад було вважати недоцільним. 17 грудня 1937 року у Політбюро ЦК ВКП(б) було затверджено постанову «Про ліквідацію національних районів та сільрад». Діяльність у напрямі створення національної циганської територіально-адміністративної одиниці була поступово припинена. Циганська сільрада в Кангли була офіційно закрита 12 червня 1952 року. Цигани в ній вже не жили ще від часу Другої світової війни та німецької окупації.

## Пізніші ініціативи
Циганські активісти повернулися до питання створення автономії ще один раз у зв'язку з указом Президії Верховної Ради СРСР від 5 жовтня 1956 року «Про залучення до праці циган, що займаються бродяжництвом». У 1965 року активісти-дві дочки циганського активіста, письменника і поета Миколи Панкова, Наталія і Любов, а також Микола Саткевич, випускник циганського педагогічного училища, і Микола Меньшиков, випускник циганської школи з дитячим будинком в Серебрянці, офіцер Радянської Армії і учасник Другої світової війни-направили лист в Ідеологічну комісію ЦК КПРС і Верховна Рада СРСР, який було підписано від імені «трудящих циган» — імовірно послання обговорювалося в рамках більш широкого кола циган. Зокрема, у листі йшлося: «було б корисним надання нині кочовим циганам можливість осідати в безпосередній близькості тих місць, де нині вже живуть осіло цигани (чимало таких місць є, зокрема, в Молдавії, а також Смоленській області та на Північному Кавказі)». 1969 року Миколою Саткевичем, Миколою Меньшиковим і Львом Черенковим було підготовлено ще один подібний лист на адресу Голови Ради Міністрів СРСР «Про нормалізацію життя циганського народу». За свідченням, його текст обговорювали в ширшому колі. У цих листах автори закликають використовувати «позитивний досвід роботи з [19]26 і [19]37 рр.» і знову пропонують концентрацію циган. До числа раніше пропонованих територій було додано Молдавську РСР, вона була згадана на першому місці. Відомостей про будь-яку відповідь на ці листи немає.
В умовах пострадянської Росії в рамках нових політичних реалій ідея циганської автономії отримала інший, не територіальний вимір: 1999 року була створена громадська організація Федеральна національно-культурна автономія російських циган з метою збереження циганської культури та надання підтримки циганам в їхній інтеграції в російське суспільство. Освіта не дає циганам права на власну автономну територію, але закріплює за ними права малого народу.